# 楊紹先
楊 紹先（よう しょうせん、生没年不詳）は、中国の南北朝時代の仇池氐の首長。武都王、武興王。

## 経歴
武興安王楊集始の子として生まれた。
502年、紹先は南朝梁の武帝により北秦州刺史に任じられ、武都王に封じられた。
同年、紹先は武興国世子として北魏に遣使して朝献した。
503年、父王の楊集始が死去すると、紹先は北魏により都督・南秦州刺史・征虜将軍に任じられ、漢中郡公・武興王に封じられた。紹先は年が幼く、叔父の楊集起と楊集義が国政を掌握した。夏侯道遷が南朝梁から北魏に帰順すると、南朝梁の白馬戍主の尹天保がこれを包囲した。夏侯道遷は楊集起と楊集義に援軍を求めたが、ふたりは軍を出さなかった。ひとり楊集始の弟の楊集朗が兵を出して尹天保を破った。
505年、楊集起と楊集義は紹先に帝号を称させ、自分たちも王を自称し、南朝梁の援軍を引き入れようとした。北魏の安西将軍の邢巒が建武将軍の傅豎眼を派遣して武興を攻撃させると、武興は陥落して紹先は捕らえられ、洛陽に送られた。
武興国はひとたび滅ぼされて武興鎮とされ、また武興鎮は改められて東益州とされた。魏子建が東益州刺史をつとめていた間はよく治まったが、唐永が代わって刺史となると氐人が反乱を起こし、唐永は城を棄てて東に逃れた。その後、紹先は武興に逃げ帰り、再び自立して王となった。
『梁書』諸夷伝では、天監10年（511年）に続く記事として紹先の死去と子の楊智慧の継承が述べられている。しかし、同書の以下の記事によって、紹先の死去がさらに下ることが示唆される。
534年、南朝梁の南梁州刺史・武興王であった紹先は武帝により秦南秦二州刺史とされた。
535年、紹先は南朝梁の武帝により車騎将軍の号を受けた。
また『周書』異域伝上や『北史』氐伝では、大統元年（535年）の記事として、紹先が娘をめあわせたいと宇文泰に求め、宇文泰が西魏の文帝に上奏して許可されたことが見える。両伝では紹先の死後、子の楊辟邪が継承したとされている。